# Francisque Reymond
Pour les articles homonymes, voir Reymond.
Francisque Reymond, né le 15 mai 1829 à Montbrison et mort le 1er juin 1905 à Paris, est un ingénieur et homme politique français.

## Carrière
Élève de l'École centrale des arts et manufactures (promotion 1852, école dont il sera le directeur entre 1892 et 1895), il entre comme ingénieur civil dans les compagnies de chemin de fer.
Il est élu député de la Loire en 1873 et siège au centre gauche. Lors de la crise du 16 mai 1877, il est l'un des 363 opposants au ministère de Broglie. Il conserve son siège jusqu'en 1888. Il est ensuite sénateur de la Loire de 1888 à sa mort en 1905. Il s'intéresse aux questions de travaux publics. On lui doit notamment un projet de canal navigable de Roanne à Givors par Saint-Étienne, dont le mémoire de 1876, illustré de plans, peut être consulté à la Médiathèque de Roanne.
Son fils, Émile Reymond, est sénateur de la Loire de 1905 à 1914.

## Sources
- « Francisque Reymond », dans Adolphe Robert et Gaston Cougny, Dictionnaire des parlementaires français, Edgar Bourloton, 1889-1891 [détail de l’édition]
- « Francisque Reymond », dans le Dictionnaire des parlementaires français (1889-1940), sous la direction de Jean Jolly, PUF, 1960 [détail de l’édition]
- Jean-Louis Escudier, "Viticulture et politique en Languedoc, l'action d'Adolphe Turrel ministre de la IIIe République", Les Presses du languedoc, 1995,  (ISBN 2-85998-146-2).